# Christoph Meili
Christoph Meili (12 april 1968) is een Zwitserse klokkenluider.
Begin 1997 werkte hij als nachtwaker bij de Zwitserse bank Schweizerische Bankgesellschaft. Hij ontdekte dat de bank gegevens over Joodse tegoeden vernietigde, terwijl er geëist was dat die tegoeden aan de familieleden van de in de Holocaust vermoorde Joden zouden worden uitgekeerd. Op 9 januari nam hij enkele delen van de oude administratie mee naar huis. Na telefonisch overleg overhandigde hij ze aan een Joodse organisatie, die ze naar de politie bracht.
De Zwitserse autoriteiten reageerden met een arrestatiebevel tegen Christoph Meili, omdat hij het bankgeheim zou hebben aangetast. Hierop vluchtte hij met zijn vrouw en twee kinderen naar de Verenigde Staten waar hij politiek asiel kreeg. Later werd het arrestatiebevel ingetrokken, maar Meili verkoos (tot 2004) niet naar zijn vaderland terug te keren. In 2009 is hij alsnog teruggekeerd. In de VS ontving hij de Prijs van '1939' Humanitaire Club en legde hij een verklaring af voor de Senaat. Meili en zijn familie zijn de enige Zwitsers die ooit asiel kregen in de VS. In 2005 werd hij tot Amerikaans staatsburger genaturaliseerd.